# Boletus subvelutipes
Bolétus subvelútipes (лат.) — гриб семейства болетовые (Boletaceae).

## Биологическое описание
- Шляпка 6,5—12,5 см в диаметре, в молодом возрасте выпуклая, затем становящаяся уплощённой, с сухой, с возрастом иногда растрескивающейся жёлто-, красно- или оранжево-коричневой, при прикосновении мгновенно синеющей поверхностью.
- Мякоть желтоватого цвета, на воздухе синеющая, затем белеющая. Запах отсутствует.
- Гименофор трубчатый, разных оттенков красного, при прикосновении и повреждении сразу становится тёмно-синим.
- Ножка 5—10 см длиной, ровная или с утолщением в основании, жёлто-красная, со слабо выраженной сеточкой, при прикосновении синеющая.
- Споровый порошок оливково-коричневого цвета. Споры светло-коричневые, 13—18×5—6,5 мкм, гладкие, эллипсоидной формы.
- Встречается одиночно или небольшими группами, обычно под дубом, тсугой и буком. Образует микоризу. Встречается летом и осенью.
- Ядовит.

## Сходные виды
- Boletus luridiformis